# Argiope
Argiope is een geslacht van spinnen behorend tot de familie wielwebspinnen (Araneidae).
Dit geslacht wordt ook wel tijgerspinnen genoemd, omdat hier vooral spinnen in voorkomen die een geel met zwart gestreept achterlijf hebben.
Het geslacht werd in 1826 beschreven door Jean Victoire Audouin in Description de l'Egypte, Recueil des observations et des recherches qui ont été faites en Égypte par l'Expédition de l'Armée française waarvan een gedeelte over zoölogie opgesteld werd door Jules-César Savigny. Daar gebruikte hij de spelling Argyope. In de tweede uitgave uit 1827 werd de wetenschappelijke naam gespeld als Argiope.

## Soorten
- Argiope acuminata Franganillo, 1920
- Argiope aemula (Walckenaer, 1842)
  - Argiope aemula nigripes Thorell, 1877
- Argiope aetherea (Walckenaer, 1842)
  - Argiope aetherea annulipes Thorell, 1881
- Argiope aetheroides Yin et al., 1989
- Argiope ahngeri Spassky, 1932
- Argiope amoena L. Koch, 1878
- Argiope anasuja Thorell, 1887
- Argiope anomalopalpis Bjørn, 1997
- Argiope appensa (Walckenaer, 1842)
- Argiope argentata (Fabricius, 1775)
- Argiope aurantia Lucas, 1833
- Argiope aurocincta Pocock, 1898
- Argiope australis (Walckenaer, 1805)
- Argiope blanda O. P.-Cambridge, 1898
- Argiope boesenbergi Levi, 1983
- Argiope bougainvilla (Walckenaer, 1847)
- Argiope bruennichi (Scopoli, 1772)
  - Argiope bruennichi nigrofasciata Franganillo, 1910
- Argiope brunnescantia Strand, 1911
- Argiope buehleri Schenkel, 1944
- Argiope bullocki Rainbow, 1908
- Argiope caesarea Thorell, 1897
- Argiope caledonia Levi, 1983
- Argiope cameloides Zhu & Song, 1994
- Argiope catenulata (Doleschall, 1859)
- Argiope chloreis Thorell, 1877
- Argiope comorica Bjørn, 1997
- Argiope coquereli (Vinson, 1863)
- Argiope dietrichae Levi, 1983
- Argiope doboensis Strand, 1911
- Argiope ericae Levi, 2004
- Argiope extensa Rainbow, 1897
- Argiope flavipalpis (Lucas, 1858)
- Argiope florida Chamberlin & Ivie, 1944
- Argiope halmaherensis Strand, 1907
- Argiope intricata Simon, 1877
- Argiope jinghongensis
- Argiope katherina Levi, 1983
- Argiope keyserlingi Karsch, 1878
- Argiope kochi Levi, 1983
- Argiope legionis Motta & Levi, 2009
- Argiope levii Bjørn, 1997
- Argiope lobata (Pallas, 1772)
  - Argiope lobata retracta Franganillo, 1918
- Argiope luzona (Walckenaer, 1842)
- Argiope macrochoera Thorell, 1891
- Argiope madang Levi, 1984
- Argiope magnifica L. Koch, 1871
- Argiope maja Bösenberg & Strand, 1906
- Argiope mangal Koh, 1991
- Argiope manila Levi, 1983
- Argiope mascordi Levi, 1983
- Argiope minuta Karsch, 1879
- Argiope modesta Thorell, 1881
- Argiope niasensis Strand, 1907
- Argiope ocula Fox, 1938
- Argiope ocyaloides L. Koch, 1871
- Argiope pentagona L. Koch, 1871
- Argiope perforata Schenkel, 1963
- Argiope picta L. Koch, 1871
- Argiope ponape Levi, 1983
- Argiope possoica Merian, 1911
- Argiope probata Rainbow, 1916
- Argiope protensa L. Koch, 1872
- Argiope pulchella Thorell, 1881
- Argiope pulchelloides Yin et al., 1989
- Argiope radon Levi, 1983
- Argiope ranomafanensis Bjørn, 1997
- Argiope reinwardti (Doleschall, 1859)
  - Argiope reinwardti sumatrana (Hasselt, 1882)
- Argiope sapoa Barrion & Litsinger, 1995
- Argiope savignyi Levi, 1968
- Argiope sector (Forsskål, 1776)
- Argiope takum Chrysanthus, 1971
- Argiope tapinolobata Bjørn, 1997
- Argiope taprobanica Thorell, 1887
- Argiope thai Levi, 1983
- Argiope trifasciata (Forsskål, 1775)
  - Argiope trifasciata deserticola Simon, 1906
  - Argiope trifasciata kauaiensis Simon, 1900
- Argiope truk Levi, 1983
- Argiope versicolor (Doleschall, 1859)